# Il re pastore
Il re pastore (título original en italiano; en español, El rey pastor) es una ópera seria en dos actos con música de Wolfgang Amadeus Mozart y libreto en italiano de Pietro Metastasio. Lleva por número KV 208. Se compuso con motivo de la visita a Salzburgo del archiduque Maximiliano Francisco. Se estrenó en el Palacio del Arzobispo, Salzburgo, el 23 de abril de 1775. 
El rey pastor se representa poco; en las estadísticas de Operabase aparece la n.º 141 de las óperas representadas en 2005-2010, siendo la 20.ª en Austria y la duodécima de Mozart, con 22 representaciones en el período.

## Personajes
| Personaje                                       | Tesitura           | Reparto el 23 de abril de 1775 (Director: Wolfgang Amadeus Mozart) |
| ----------------------------------------------- | ------------------ | ------------------------------------------------------------------ |
| Aminta (un pastor, heredero del trono de Sidón) | soprano / castrato | Tommaso Consoli                                                    |
| Elisa (una pastora, enamorada de Aminta)        | soprano            | Maria Anna Fesemayr                                                |
| Tamiri (Princesa de Sidón)                      | soprano            | Maria Magdalena Lipp / Maria Anna Braunhofer                       |
| Agenore (Noble de Sidón)                        | tenor              | Felix Hofstätter                                                   |
| Alejandro (rey de Macedonia)                    | tenor              | Franz Anton Spitzeder                                              |

## Argumento

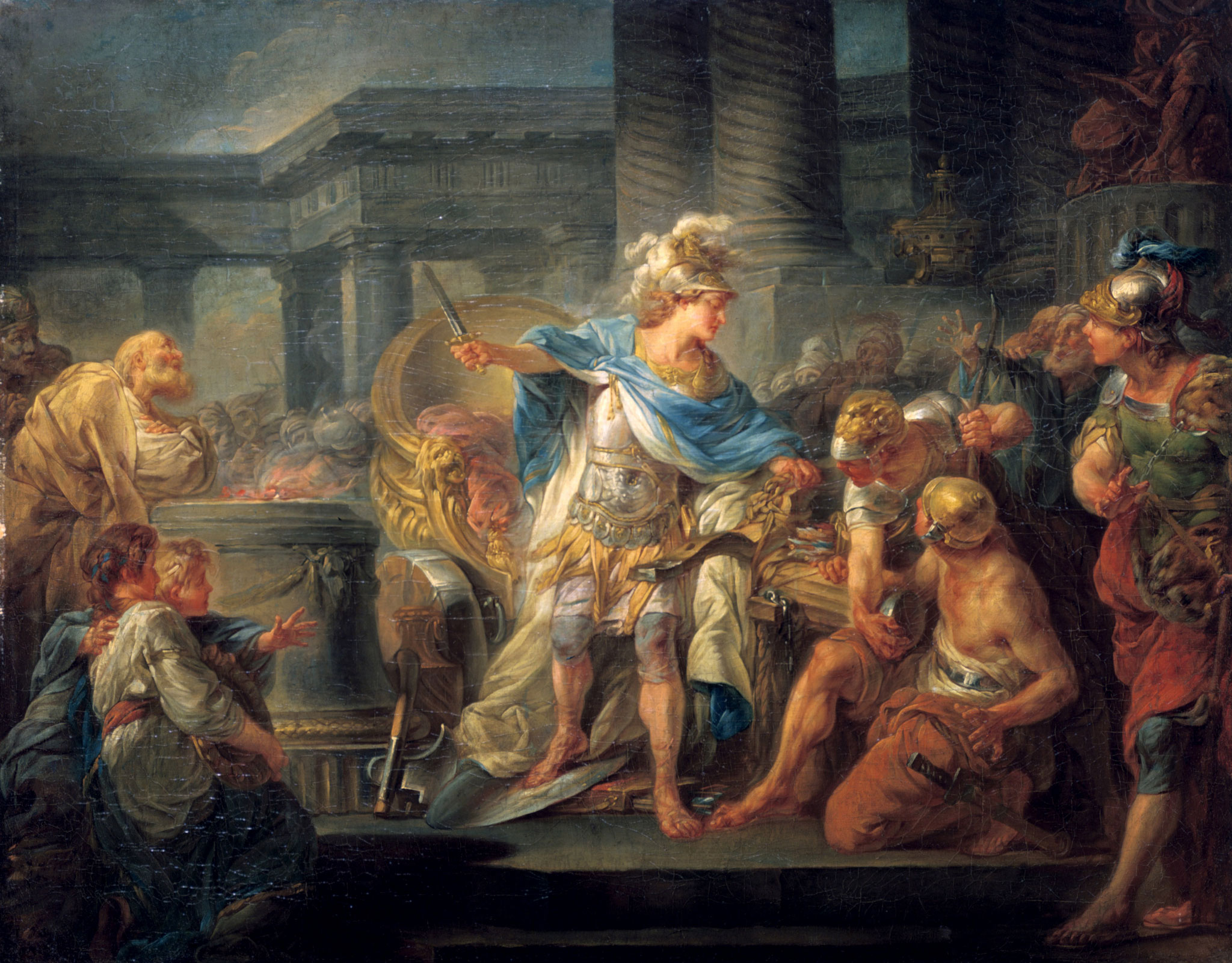
Alejandro corta el nudo gordiano, pintura de Jean-Simon Berthélemy (1743 - 1811)

La historia tiene lugar en Fenicia, el año 334 a. C. 
Acto I
La ópera se abre en un agradable prado con un riachuelo. En la distancia se ve la ciudad de Sidón. 
Aminta, un pastor, es en realidad Abdalonimo, hijo del rey fenicio de Sidón derrocado por el tirano Strato. Vive como pastor, enamorado de la ninfa Elisa. Alejandro Magno derroca al tirano Strato y escoge a Aminta como sucesor. Propone que Aminta se case con Tamiri. Para enviar esta propuesta a Aminta, escoge a Agenor, noble de Sidón, enamorado de Tamiri.
Elisa va al encuentro de Aminta para decirle que su padre autoriza que se casen. Llega entonces Agenor, quien les anuncia que Aminta es, en realidad, Abdalonimo. Elisa le dice que su deber es asumir el trono, pero que la guarde en su corazón. 
Acto II
El campo de los macedonios. Aminta tiene que elegir entre el trono que ambiciona y el amor de la ninfa Elisa. Aminta rechaza el trono, porque no quiere renunciar a Elisa. Tampoco Tamiri desea casarse con Aminta, sino con Agenor. Alejandro permite que Aminta siga con Elisa y asciendan al trono.

## Valoración musical
- Instrumentación original

La orquesta consiste en cuerda, dos flautas, oboes, cornos ingleses, fagotes, trompetas y 4 trompas.  Y, para los recitativos secos, clave y violonchelo.
- Libreto

El libreto El rey pastor es obra de Pietro Metastasio (1751). Se escribió por encargo de la Emperatriz María Teresa, con música de Giuseppe Bonno, Konzertmeister de Viena. 
Metastasio se basó en Aminta, obra de Torquato Tasso.
Probablemente Mozart usó la versión abreviada de P. A. Guglielmi, representada en Múnich en 1774, con posibles añadidos de Giambattista Varesco (1735-1805), reduciéndolo de tres actos a dos. 
Fue objeto de composiciones por parte de otros compositores, como Giuseppe Sarti (1729-1802), Johann Adolf Hasse (1699-1783), Christoph Willibald Gluck (la más destacada, en 1756), Niccolo Jommelli, Baldassare Galuppi y Nicola Piccini (1728-1800). 
- Estructura musical

La obra se compone de una obertura y 14 números, de los cuales 12 son arias y hay un quinteto como final de la obra. 
De las piezas vocales de esta ópera, destacan: 
N.º 1: Intendo, amico rio (Aminta)
N.º 3: Aer tranquillo (Aminta).
N.º 4: Si spande al sole in faccia (Alejandro)
N.º 8: Barbaro, oh Dio, mi vedi (Elisa)
N.º 10 Aria de Aminta: L’amerò, sarò costante. Es la más famosa de toda la obra. Utiliza violín solista y cornos ingleses concertantes.
N.º 12: Si può dir, come si trova (Agenor)
N.º 13: Voi che fausti ognor donate (Alejandro)
N.º 14 Quinteto: Viva L’invitto duce!
- Estreno

Se compuso para la visita a Salzburgo del príncipe elector Maximiliano Francisco (1756-1801), hijo menor de la emperatriz María Teresa. Tardó seis semanas, a la vuelta de Múnich, donde había representado La finta giardiniera.
Se estrenó en el Palacio arzobispal de Salzburgo el 23 de abril de 1775. No se sabe si se representó como una auténtica ópera o bien como una cantata. De hecho, aunque se suele decir que es una ópera y representarse actualmente como tal, pudo ser concebida como una serenata, un tipo de cantata dramática.
Se sabe que, para la interpretación de esta obra, se hizo venir desde Múnich al castrado Tommaso Consoli (1753-1810), que asumió el rol de Aminta (Abdalonimo). El resto de los personajes, (Alejandro, Tamiri, Elisa y Agenor) fueron interpretados por miembros de la Hofkapelle. Entre los instrumentistas, hay que destacar a J. B. Becke a la flauta y el propio Wolfgang Amadeus Mozart al violín.
- Valoración

Mozart tenía diecinueve años cuando la compuso. Se trata de la última ópera que creó para la corte episcopal de Salzburgo. Es una obra sin complicaciones dramáticas, en un entorno tópico de pastores y ninfas sin caracterización psicológica.
La música, en cambio, representa un gran progreso respecto a óperas anteriores, con una instrumentación que “pese a su manifiesta riqueza, resulta dúctil y clara” (Abert). Esta magnífica orquesta “refleja la madurez de las obras instrumentales del mismo período” (Baumgartner, ambos citados por Poggi, A.).
La aparición de un cuarteto de amantes (Aminta y Elisa, y Agenor y Tamiri) de fidelidad algo dudosa recuerda, automáticamente, a  Così fan tutte  El principal tema psicológico de la obra es, sin embargo, el debate entre el amor y el deber, la decisión que tiene que tomar Aminta. En este sentido, El rey pastor se halla más próximo, por su temática, a Idomeneo que a cualquier otra ópera de Mozart. De hecho, Idomeneo fue la siguiente ópera que compuso.

## Discografía
| Año  | Elenco (Aminta, Elisa, Tamiri, Agerone, Alessandro)                                                | Director, Teatro y orquesta                             | Sello discográfico                                                                              |
| ---- | -------------------------------------------------------------------------------------------------- | ------------------------------------------------------- | ----------------------------------------------------------------------------------------------- |
| 1952 | Agnes Giebel, Käthe Nentwig, Hetty Plümacher, Werner Hohmann, Albert Weikenmeier                   | Gustav Lund, Stuttgarter Tonstudio Orchester            | Black Disc; - Period 553                                                                        |
| 1967 | Reri Grist, Lucia Popp, Arlene Saunders, Nicola Monti, Luigi Alva                                  | Dennis Vaughan, Orquesta de Nápoles                     | CD: BMG-RCA 74321 50165-2                                                                       |
| 1974 | Edith Mathis, Arleen Augér, Sonia Ghazarian, Werner Krenn, Peter Schreier                          | Leopold Hager, Orquesta del Mozarteum de Salzburgo      | Black Disc: BASF 3072-74                                                                        |
| 1991 | Angela Maria Blasi, Sylvia McNair, Iris Vermillion, Claes H. Ahnsjö, Jerry Hadley                  | Neville Marriner, Academy of Saint Martin-in-the-Fields | CD: Philips 422 535-2; Laser Disc: Philips 070 129-1 (PAL) DVD (Video): Decca(Philips) 070 1299 |
| 1995 | Ann Murray, Eva Mei, Inga Nielsen, Markus Schäfer, Roberto Saccà                                   | Nikolaus Harnoncourt, Concentus Musicus Wien            | CD: Teldec 4509 98419-2                                                                         |
| 2001 | Johanette (Janny) Zomer, Francine van der Heyden, Claudia Patacca, Marcel Reijans, Alexei Grigorev | Jed Wentz, Musica ad Rhenum, Capella Amsterdam          | CD: Brilliant Classics 99717 «Mozart Editions» Vol.5                                            |
| 2006 | Annette Dasch, Marlis Petersen, Arpiné Rahdjian, Andreas Karasiak, Kresimir Spicer                 | Thomas Hengelbrock, Conjunto Balthasar Neumann          | DVD (Video): DG 073 4225                                                                        |

En su álbum “Mozart’s Opera Arias”, la cantante Kiri Te Kanawa grabó el aria L’amerò, sarò constante, con la Orquesta Sinfónica de Londres y dirección de Sir Colin Davis (1982, Philips).